# 双鸭山站
双鸭山站，位于中华人民共和国黑龙江省双鸭山市尖山区，是佳富铁路上的火车站，建于1947年，由中国铁路哈尔滨局集团佳木斯车务段管辖。目前车站仅办理货运业务，不办理客运业务。

## 歷史
- 建于1947年。
- 2022年2月，原有的在本站始发终到的K5129/5130次列车停运，本站停办旅客业务。

## 車站周邊
- 双鸭山客运中心站
- 双鸭山市医疗保险局
- 中国建设银行双鸭山分行
- 松江国际购物大厦
- 中国邮政储蓄银行鸿翔营业所
- 双鸭山市市区农村信用合作联社
- 中国邮政储蓄银行五马路支行
- 中国银行双鸭山山城支行
- 中国邮政储蓄银行鸿辉营业所
- 煤炭总医院
- 中国电信五马路营业厅
- 双鸭山市劳动保障监察局
- 中国工商银行双鸭山尖山支行
- 双鸭山市人民医院
- 中国邮政储蓄银行鸿雁营业所
- 中国邮政储蓄银行新兴大街支行
- 哈尔滨银行国贸支行
- 中国联通三马路营业厅
- 中国银行双鸭山煤城支行
- 尖山区人民政府
- 双鸭山市文化局
- 中国农业银行双鸭山分行
- 中国信合尖山信用社

## 外部連結
- 中国铁路客户服务中心（页面存档备份，存于）